# Saljut-5-Nunatak
Der Saljut-5-Nunatak (russisch Нунатак Салют-5 Nunatak Saljut-5) ist ein Nunatak im ostantarktischen Mac-Robertson-Land. Er ragt in den Prince Charles Mountains auf.
Russische Wissenschaftler benannten ihn nach der Weltraumstation Saljut 5.